# Borba Gato (Ferros)
Borba Gato é um distrito do município brasileiro de Ferros, no interior do estado de Minas Gerais. Segundo o censo demográfico de 2022, realizado pelo Instituto Brasileiro de Geografia e Estatística (IBGE), sua população era de 600 habitantes e havia 251 domicílios particulares permanentes ocupados. Possui área de 85,02 km² conforme a Fundação João Pinheiro (FJP).
De acordo com o IBGE, em 2010 a população era de 746 habitantes e havia 327 domicílios particulares.

## História e descrição
Foi criado com o nome de São Sebastião dos Ferreiros pelo decreto estadual nº 69 de 12 de maio de 1890. Teve sua denominação alterada para Ferreiros pelo decreto-lei estadual nº 148 de 17 de dezembro de 1938. Posteriormente, foi renomeado para Borba Gato pelo decreto-lei estadual nº 1.058 de 31 de dezembro de 1943, em homenagem ao bandeirante Manuel de Borba Gato, que liderou uma das bandeiras que deram início ao povoamento de Ferros. Está situado a 33 quilômetros do distrito-sede e suas principais atividades econômicas são o comércio, agroindústria, pecuária e mineração.